# ماري فرجينيا كاري
ماري فرجينيا كاري (بالإنجليزية: Mary Virginia Carey)‏ هي كاتِبة أمريكية، ولدت في 19 مايو 1925 في إنجلترا في المملكة المتحدة، وتوفيت في 27 مايو 1994 في كاليفورنيا في الولايات المتحدة.

## روابط خارجية
- ماري فرجينيا كاري على موقع ميوزك برينز (الإنجليزية)
- ماري فرجينيا كاري على موقع ديسكوغز (الإنجليزية)